# سلوبودان مازيتش
سلوبودان مازيتش هو لاعب كرة قدم صربي في مركز الدفاع، ولد في 15 نوفمبر 1977 في Vlasenica ‏ في البوسنة والهرسك. لعب مع بودوتشنوست بودغوريتسا وسبارتاك سوبتيتسا ونادي أو إف كيه بيوغراد ونادي داك 1904 دونيسكا ستريدا.

## وصلات خارجية
- سلوبودان مازيتش على موقع قاعدة بيانات كرة القدم.إي يو (الإنجليزية)